# Resehandling
En resehandling, eller ett resedokument, är en legitimationshandling som följer vissa internationella överenskommelser, och som har utfärdats av en regering, nationell myndighet eller internationell organisation (till exempel Förenta nationerna) med syfte att låta en person eller en mindre grupp av personer kunna röra sig över statsgränser. Resehandlingar försäkrar typiskt sett andra regeringar att innehavaren har rätt att återvända till den stat som utfärdat resehandlingen. Vanligtvis utfärdas resehandlingar i form av ett häfte som innehåller plats för visum samt in- och utresestämpelmärken.
De flesta resehandlingar fastställer innehavarens nationalitet, det vill säga medborgarskap. Den vanligaste typen av resehandling är pass. Andra typer av förekommande resehandlingar är laissez-passer (passliknande handling som utfärdas av bland annat FN), resehandlingar som utfärdas enligt flyktingkonventionen samt i vissa fall nationellt identitetskort. Körkort och andra legitimationshandlingar som inte styrker medborgarskap brukar normalt inte erkännas som resehandlingar.

## Europeiska unionen
Inom Europeiska unionen erkänns pass och, för unionsmedborgare, nationellt identitetskort som giltiga resehandlingar vid resa mellan medlemsstaterna. Dessa bestämmelser finns fastställda i rörlighetsdirektivet, som gäller i hela unionen samt även i Island, Liechtenstein och Norge genom EES-avtalet. Även Schweiz omfattas av motsvarande bestämmelser genom bilaterala avtal med unionen.